# Liste in Südkorea vorhandener Dampflokomotiven
Dies ist eine Liste erhaltener Dampflokomotiven auf dem Gebiet von Südkorea.

## Lokomotiven mit Regelspur 1435 mm (56,5 Zoll bzw. 4 Fuß 8,5 Zoll)
| Foto | Nummer oder Name | Bauart / Achsfolge | Hersteller     | Fabrik-nr. | Baujahr | Historie                     | Eigentümer / Betreiber / Strecke  | Bemerkungen |
| ---- | ---------------- | ------------------ | -------------- | ---------- | ------- | ---------------------------- | --------------------------------- | ----------- |
|      | KORAIL No.700    | 2'C                | ALCO           | 270        | 1914    | Teho 5 Class                 | Korean National University        | [ 1 ]       |
|      | KORAIL No.23     | 2’C1               | Kawasaki       | 2649       | 1942    | Pasi 5 Class                 | Railway Museum (South Korea)      | [ 2 ]       |
|      | KORAIL No.10     | 2’D1               | Kisha Seizō    | 7110       | 1942    | Mate 2 Class                 | DMZ Park                          | [ 3 ]       |
|      | KORAIL No.129    | 1’D1               | Kisha Seizo    | 1945       | 1938    | Mika 3 Class/CR-Baureihe JF9 | Daejeon National Cemetery         | [ 4 ]       |
|      | KORAIL No.161    | 1’D1               | Nippon Sharyo  | 830        | 1940    | Mika 3 Class/CR-Baureihe JF9 | Railway Museum (South Korea)      | [ 5 ]       |
|      | KORAIL No.244    | 1’D1               | Nippon Sharyo  | 1181       | 1943    | Mika 3 Class/CR-Baureihe JF9 | Native Korean War Memorial Museum | [ 6 ]       |
|      | KORAIL No.304    | 1’D1               | Nippon Sharyo  | 1333       | 1944    | Mika 3 Class/CR-Baureihe JF9 | Sammu Park                        | [ 7 ]       |
|      | KORAIL No.31     | 1’D1               | Nippon Sharyo  |            | 1952    | Mika 5 Class/CR-Baureihe JF1 | Yeongsanpo Station                | [ 8 ]       |
|      | KORAIL No.37     | 1’D1               | Nippon Sharyo  |            | 1952    | Mika 5 Class/CR-Baureihe JF1 | Hyundai Factory, Changwon         | [ 9 ]       |
|      | KORAIL No.48     | 1’D1               | Nippon Sharyo  |            | 1952    | Mika 5 Class/CR-Baureihe JF1 | Childrens Hall, Daegu             | [ 10 ]      |
|      | KORAIL No. 56    | 1’D1               | Nippon Sharyo  |            | 1952    | Mika 5 Class/CR-Baureihe JF1 | Hwarangdae station                | [ 11 ]      |
|      | KORAIL No. 901   | 1’D1               | CRRC Changchun | 3016       | 1994    | CR-Baureihe SY No. 3016      | Punggi Station                    | [ 12 ]      |

## Lokomotiven mit Spurweite 762 mm (30 Zoll)
| Foto | Nummer oder Name | Bauart / Achsfolge | Hersteller    | Fabrik- nr. | Baujahr | Historie                 | Eigentümer / Betreiber / Strecke                      | Bemerkungen |
| ---- | ---------------- | ------------------ | ------------- | ----------- | ------- | ------------------------ | ----------------------------------------------------- | ----------- |
|      | KORAIL No. 1     | 1’C1t              | Mitsubishi    |             | 1951    | Hyegi 1 Class            | Hwarangdae station                                    | [ 13 ]      |
|      | KORAIL No. 12    | 1’D1               | Hitachi       |             | 1944    | Chōsen Railway Class 900 | Samsung Fire & Marine Insurance Transportation Museum | [ 14 ]      |
|      | KORAIL No. 13    | 1’D1               | Hitachi       |             | 1944    | Chōsen Railway Class 900 | Railway Museum (South Korea)                          | [ 15 ]      |
|      | KORAIL No. 14    | 1’D1               | Hitachi       |             | 1944    | Chōsen Railway Class 900 | MonaYongPyong Ski Resort                              | [ 16 ]      |
|      | KORAIL No. 7     | 1’D1               | Nippon Sharyo | 1562        | 1950    | Hyegi 7 Class            | Sorae History Museum                                  | [ 17 ]      |
|      | KORAIL No. 28    | 1’D1t              | Hitachi       |             | 1934    | Hyegi 8 Class            | National Children's Science Museum                    | [ 18 ]      |